# Kanton Verdun-sur-le-Doubs
Kanton Verdun-sur-le-Doubs (francouzsky Canton de Verdun-sur-le-Doubs) je francouzský kanton v departementu Saône-et-Loire v regionu Burgundsko. Tvoří ho 22 obcí.

## Obce kantonu
- Allerey-sur-Saône
- Les Bordes
- Bragny-sur-Saône
- Charnay-lès-Chalon
- Ciel
- Clux
- Écuelles
- Gergy
- Longepierre
- Mont-lès-Seurre
- Navilly
- Palleau
- Pontoux
- Saint-Gervais-en-Vallière
- Saint-Loup-Géanges
- Saint-Martin-en-Gâtinois
- Saunières
- Sermesse
- Toutenant
- Verdun-sur-le-Doubs
- Verjux
- La Villeneuve